# Чрновишта
Чрновишта, Чрновишча или Црновишта (грч. Μαυρόκαμπος, до 1927. грч. Τσερνόλιστα) је насељено место у општини Костур у периферији Западна Македонија, Грчка. Према попису из 2021. године било је 2 становника.
Према бугарском географу и историчару, Василу Канчову, у Чрнилишту је 1900. године живело 600 Словена хришћана. Македонски историчар Тодор Симовски, 1998. године наводи да су Чрнилишта словенско насеље.